# Quermarkenfeuer

Darstellung eines typischen Quermarkenfeuers

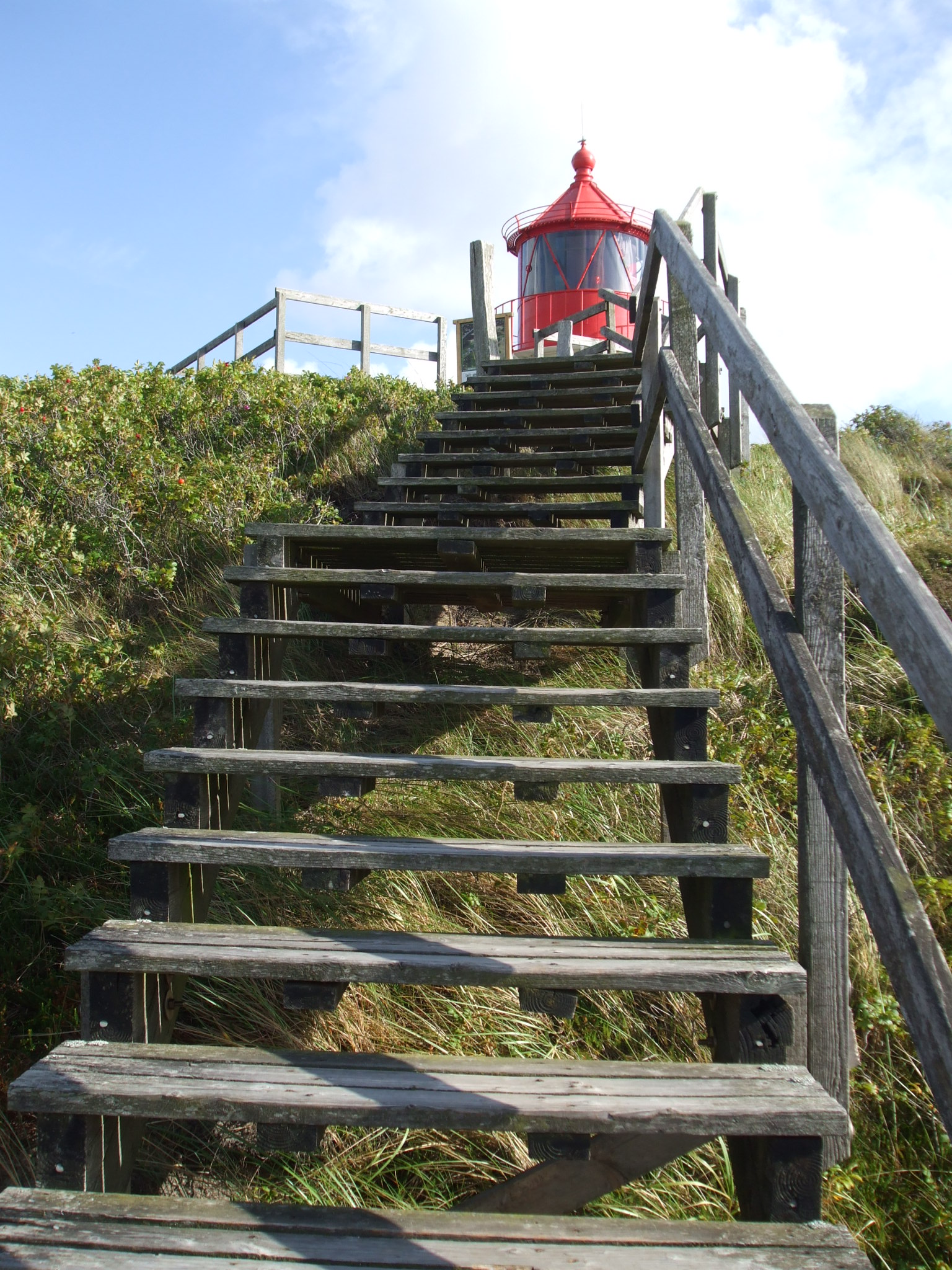
Der Leuchtturm Norddorf hat u. a. Funktionen eines Quermarkenfeuers

Quermarkenfeuer bezeichnet in der Seefahrt Sektorenfeuer, die quer zum Kurs leuchten. Sie markieren mit einem mittleren Sektor den Bereich, in dem eine Kursänderung vorzunehmen ist. Die äußeren Sektoren kündigen mit anderer Kennung meist den bevorstehenden Kurswechsel an.
In Verbindung mit Richt- und Leitfeuern bezeichnen Quermarkenfeuer auch deren nutzbare Bereiche, gelegentlich auch gefährliche Abschnitte des Fahrwassers.